# Ada Kramm

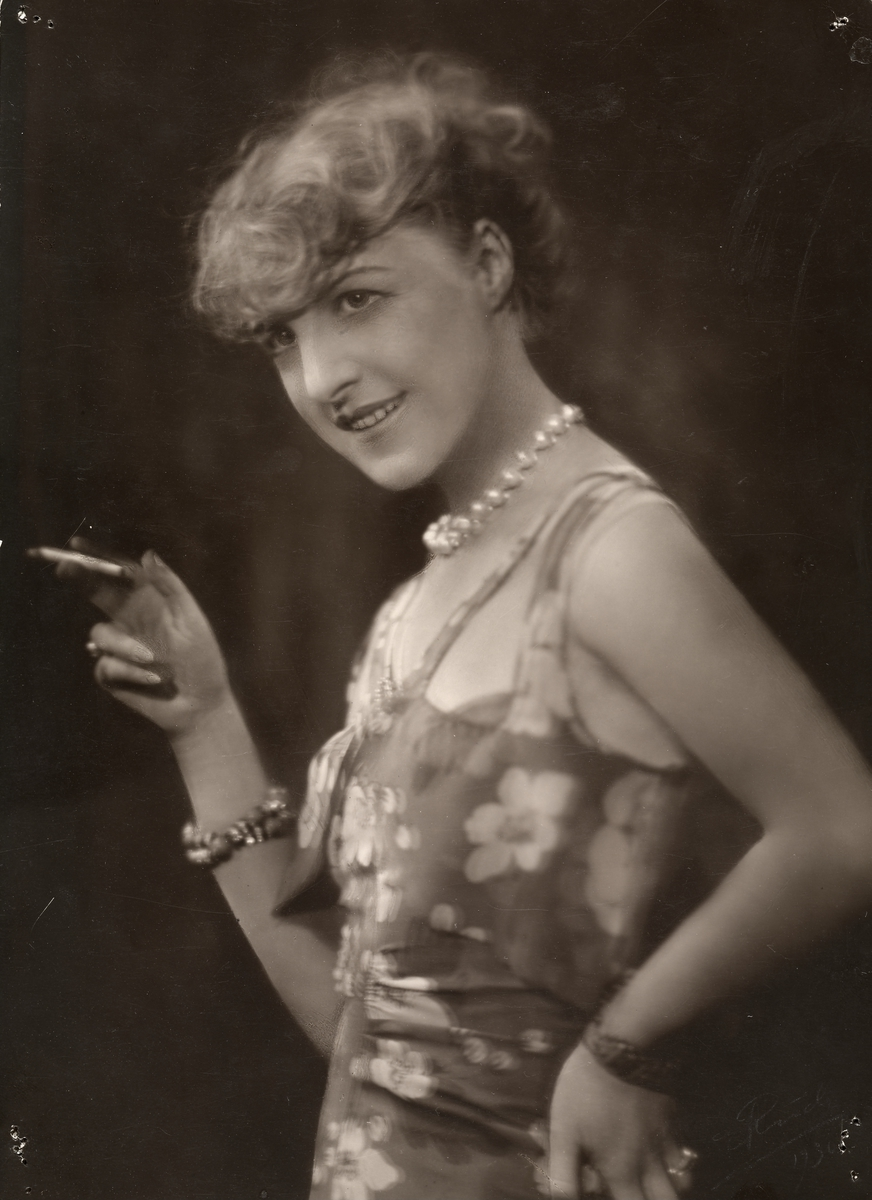
Ada Kramm en Don Juan en el Det Nye Teater (1930)

Ada Kramm (14 de marzo de 1899 – 17 de diciembre de 1981) fue una actriz teatral y cinematográfica noruega, cuya carrera artística abarcó más de seis décadas.

## Biografía
Su verdadero nombre era Ada Egede-Nissen, y nació en Vardø, Noruega, siendo sus padres el político noruego Adam Egede-Nissen (1868–1952) y su esposa, Georga ("Goggi") Wilhelma Ellertsen (1871–1959). Tenía diez hermanos, seis de los cuales, Aud Egede-Nissen (1893–1974), Gerd Grieg (1895–1988), Oscar Egede-Nissen (1903–1976), Stig Egede-Nissen (1907–1988), Lill Egede-Nissen (1909–1962) y Gøril Havrevold (1914–1992), también fueron actores. Tenía ella once años de edad cuando la familia se mudó a Stavanger, donde empezó a estudiar en el Teatro Stavanger Faste Scene. Su debut teatral llegó en 1916 con la obra de Selma Lagerlöf Dunungen.
En 1917, Kramm acompañó a sus dos hermanas mayores, Aud y Gerd, a Berlín, Alemania, donde las tres jóvenes abrieron una pequeña productora cinematográfica llamada Egede-Nissen Film Company Las tres utilizaron el estudio para promocionarse en películas dirigidas por George Alexander entre 1917 y 1920. Kramm actuó en diferentes seriales criminales encarnando a Ada van Ehler a partir del año 1917. En 1920 se casó con el violinista alemán Hugo Kramm, comenzando a utilizar el apellido de su marido como nombre artístico. Tras casarse, la joven pareja decidió volver a Noruega.
Entre 1921 y 1924, Kramm actuó en Bergen en el Den Nationale Scene. Cuando su marido ingresó en la Orquesta Filarmónica de Oslo en 1924, el matrimonio se mudó a Oslo, actuando ella en el Det Nye Teater desde 1925 a 1928, en el Centralteatret entre 1928 y 1934, y posteriormente en el Teatro nacional, teatros todos ellos de Oslo.
Además del teatro, Kramm también volvió a actuar en el cine, participando en la coproducción noruego-alemana de 1928 Schneeschuhbanditen, en la que actuó junto a su hermana Aud Egede-Nissen y el austriaco Paul Richter, así como en el film Eskimo, en el cual actuaban Mona Mårtenson y Paul Richter.
Kramm pasó las siguientes décadas actuando en teatros noruegos con obras de Henrik Ibsen, August Strindberg, Tennessee Williams y Arthur Miller. A los 72 años de edad fue la Tía Julie en Hedda Gabler, obra representada en gira por Japón. Tras más de seis décadas sobre las tablas, ella se retiró parcialmente, actuando de manera ocasional en la televisión noruega. Su último papel llegó en 1979, en el film dirigido por Anja Breien y nominado a la Palma de Oro Arven, en el cual actuaban Espen Skjønberg, Anita Björk y Jan Hårstad.
Ada Kramm falleció en 1981 en Oslo, Noruega, a los 82 años de edad. Fue enterrada en el Cementerio Vestre gravlund, en Oslo.

## Premios
- Premio de la Crítica de Noruega de 1947–1948 por su papel de Amanda Wingfield en El zoo de cristal, de Tennessee Williams
- Medalla del Mérito del Rey, de Oro
- Orden de San Olaf, caballero de primera clase en 1977

## Filmografía (selección)
- 1917 : Erblich belastet
- 1917 : Der Kampf um den Sturmvogel
- 1919 : Luxuspflänzchen
- 1928 : Schneeschuhbanditen
- 1932 : Der weiße Gott
- 1964 : Bernardas hus (TV)
- 1975 : Hedda Gabler (TV)
- 1979 : Die Erbschaft